# Marinestützpunkt Bremerhaven (1935–1945)
Der Marinestützpunkt Bremerhaven (1935–1945) war ein Marinestützpunkt der Kriegsmarine.

## Garnison

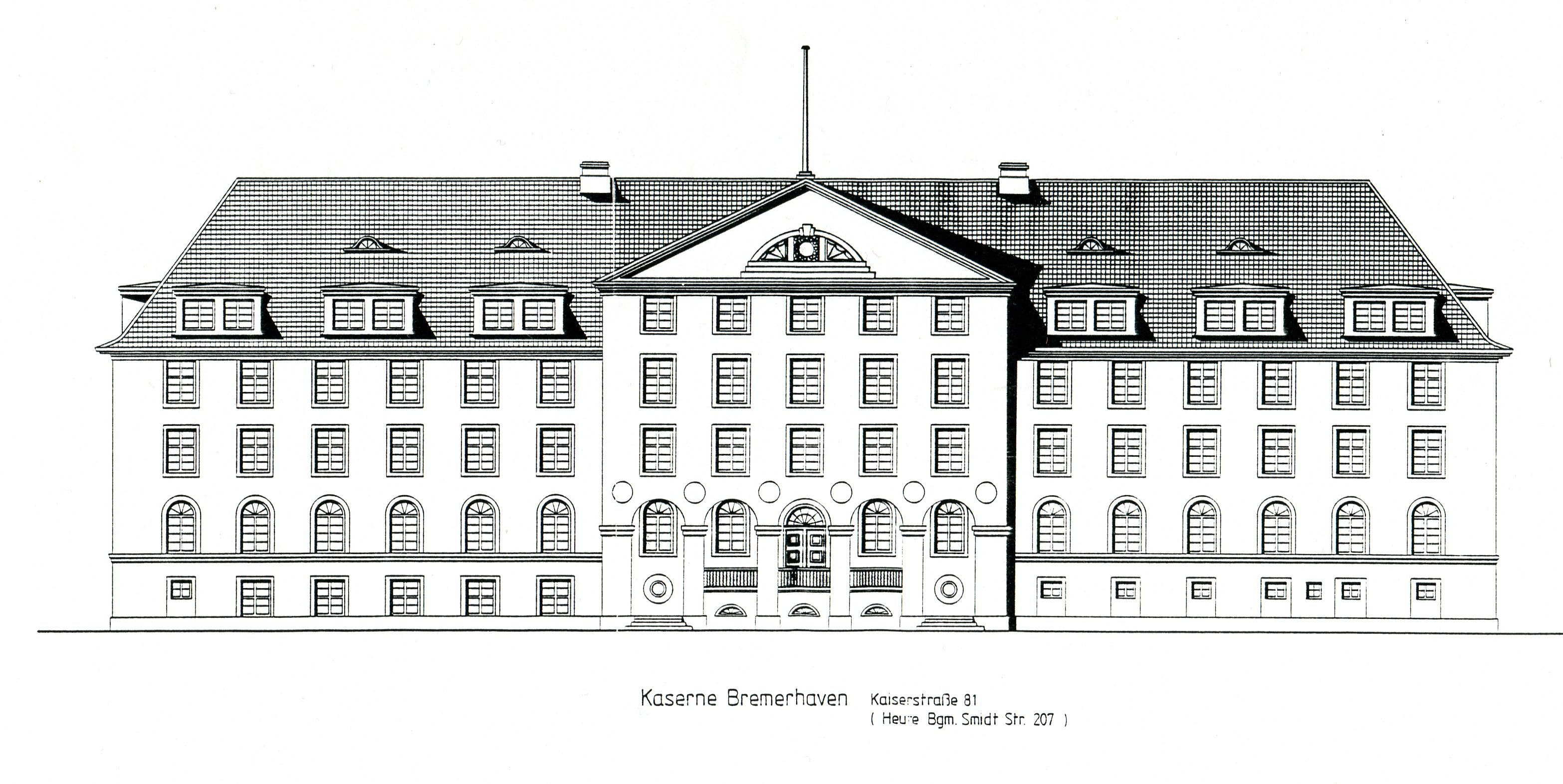
Kaserne Roter Sand

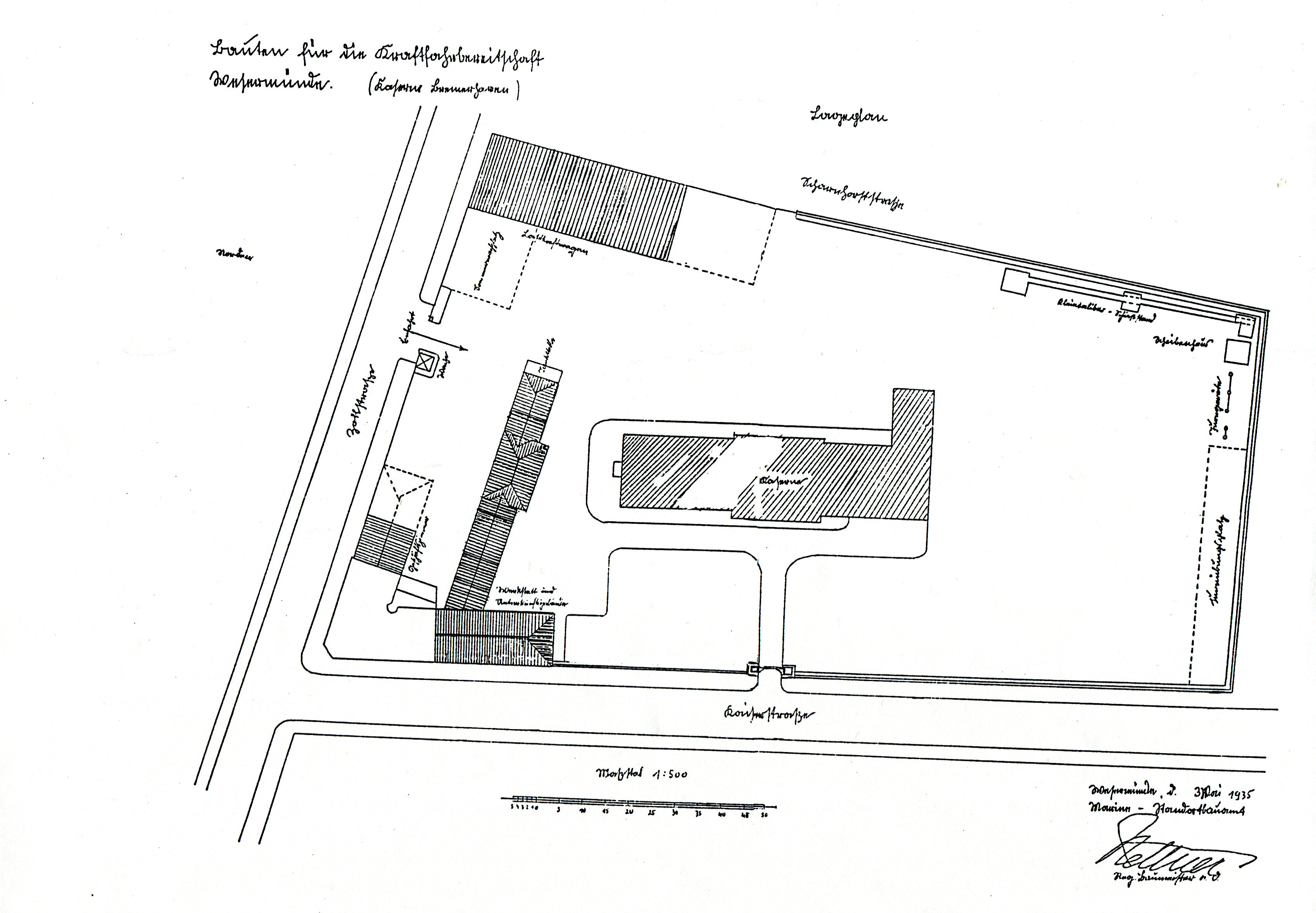
Lageplan

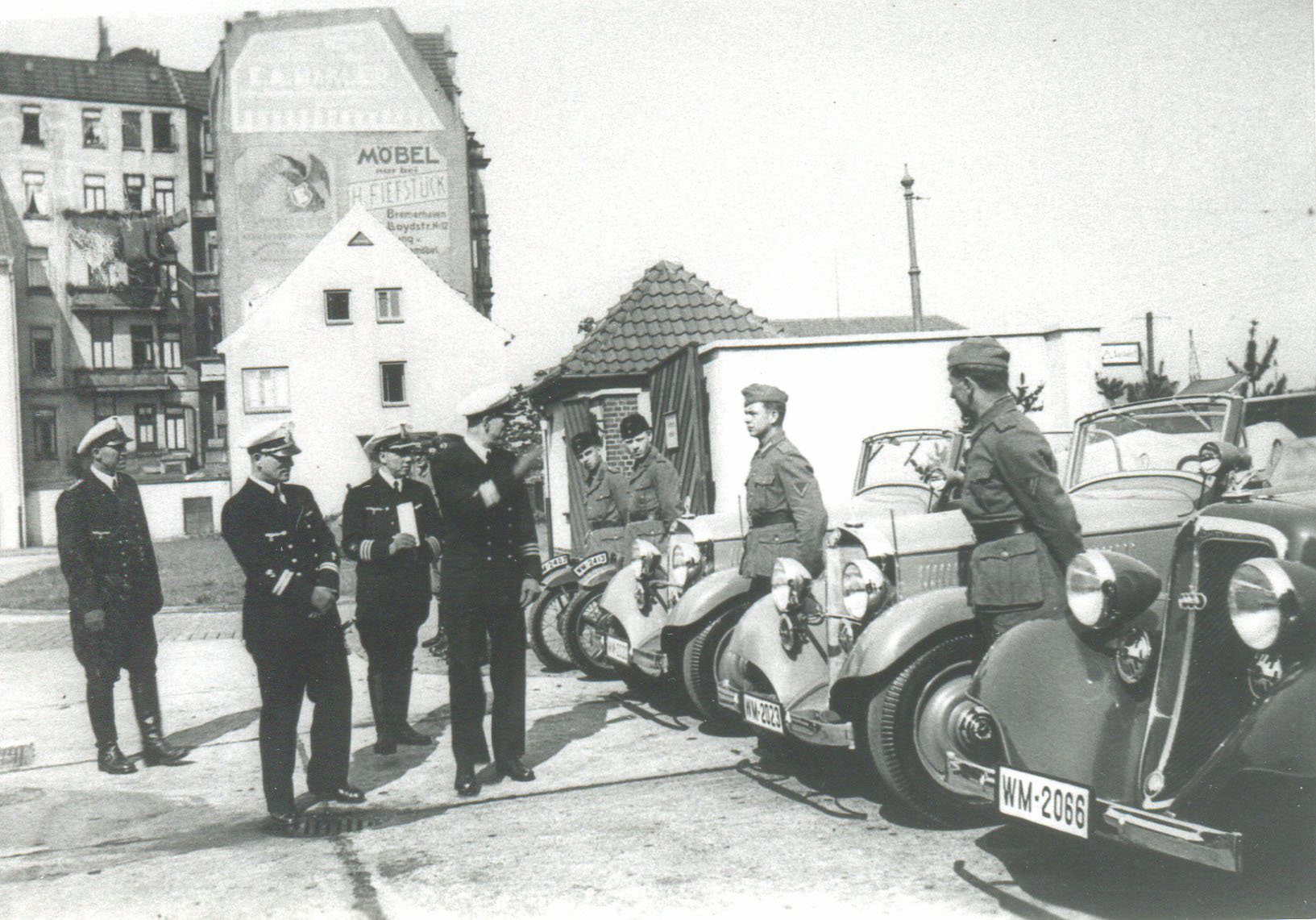
Marinefahrbereitschaft Roter Sand

Die Zeit nach dem Ersten Weltkrieg begann an der Wesermündung ruhig. Bis auf Langlütjen II waren die vier Weserforts, bestehend aus Langlütjen I und II sowie Brinkamahof I und II, desarmiert worden. In die ehemalige Artilleriekaserne zog die Sicherheitspolizei. Nicht aufgegeben wurde das 1887 errichtete Marine Artillerie- und Minendepot. Umbenannt in Artillerie-Zweigstelle Wesermünde, hatte es mit 40 Mann die drei Weserforts, die Haubitzenbatterie in Wremen und das Friedenspulvermagazin in Speckenbüttel zu verwalten. Es wurde in den 1930er Jahren in Marineartillerienebenzeugamt umbenannt und umfasste noch vier Gebäude in der Industriestraße. Der ehemalige Torpedoschuppen war an die Wagner-Werft verkauft worden. Das Eckgebäude überstand beide Weltkriege und wurde zum Wohnhaus umgebaut. Die Entmilitarisierung machte auch die Unterhaltung des ehemaligen Marinelazaretts überflüssig. Für die wenigen verbliebenen Soldaten aus dem Verwaltungs- und Depotbereich vereinbarte die Reichsmarine mit den Städtischen Krankenhäusern eine vertragliche Regelung der medizinischen Behandlung und eventuellen Beisetzung. Zu Flottenbesuchen kamen die Linienschiffe Schlesien im April 1934 und Schleswig-Holstein im Mai 1935. Die neue Admiral Graf Spee kam in die Nordschleuse, die Köln an die Ölkaje.
Als die Polizei 1935 die kaiserliche Artilleriekaserne – das heutige Stadthaus 6 – geräumt hatte und Marinesoldaten einrückten, wurde Bremerhaven wieder Garnisonstadt. Der „Empfang der Marinegarnison durch die Städte Wesermünde und Bremerhaven“ wurde 1935 festlich begangen. Am 26. Oktober marschierte die Abordnung von der Leher Artillerie-Kaserne zum Neumarkt in Geestemünde. Dort wurde sie von Oberbürgermeister Walter Delius, Kreisleiter Hugo Kühn und Kapitän zur See von der Marwitz begrüßt. Beim Platzkonzert auf dem Marktplatz (heute Theodor-Heuss-Platz) am folgenden Vormittag sprach Julius Lorenzen.
Das Schwimmbad an der Geeste wechselte den Besitzer und diente wieder als Garnisonsschwimmbad. Nach mehrmonatigen Umbau- und Modernisierungsarbeiten wurde das Marinebad am 4. Juli 1936 feierlich eröffnet. Noch 1935 wurde im Kaiserhafen I mit dem Bau der Zerstörerkaje begonnen. Einige Hafenschuppen konnten durch kleinere Umbauten in das Neubauprojekt einbezogen werden. Für die Unteroffiziere wurden mehrere Wohnblocks an der Kaiserstraße (dem Nordende der heutigen Bürgermeister-Smidt-Straße) errichtet. Dieser Stützpunkt sollte die 4. Zerstörerflottille aufnehmen. Für die Vorpostenflottillen wurde im Fischereihafen ein Barackenlager errichtet. Die 1926 gebaute Polizeikaserne am Roten Sand wurde von Marineeinheiten belegt. Sie erhielt eine moderne Kfz-Werkstatt mit Aufenthaltsräumen und Unterkünften sowie eine neue Wache an der Zollstraße (der heutigen Rickmersstraße). Hier wurden die Rekruten der III. Schiffstammabteilung ausgebildet. Der benachbarte Exerzierplatz bot ideale Bedingungen. Der Kleinkaliberschießstand der Polizei wurde übernommen. 1936 kam eine Sporthalle hinzu.
Die Kasernen in Bremerhaven und Lehe reichten bald nicht mehr für die Rekrutenausbildung. Deshalb wurde 1936 damit begonnen, auf dem ehemaligen Exerzierplatz der kaiserlichen Artilleriekaserne in Lehe eine neue Kasernenanlage – die spätere Stadtverwaltung Bremerhaven (Leher Kasernen) – zu errichten. Ein Denkmal der III. Matrosen-Artillerieabteilung erinnerte an die hier stationierten Soldaten der Kaiserlichen Marine. Zur Infanterieausbildung wurden die Truppenübungsplätze in Altenwalde und Garlstedt sowie die nähere Umgebung bei Debstedt, Spaden und Schiffdorf genutzt.
Die III. Schiffstammabteilung Nordsee wurde 1937 in 10. Schiffstammabteilung umbenannt und 1939 um eine 5. Kompanie ergänzt. Im September 1939 verlegten der Stab und die 3. Kompanie von der Kaserne Bremerhaven zur Kaserne Wesermünde/Lehe. Das 1940 errichtete Barackenlager „Riga“ diente nach dem Krieg als Behelfswohnheim und wurde in den 1960er Jahren abgerissen. In den letzten Kriegsmonaten lag der Schwerpunkt der Ausbildung auf Landesverteidigung und Infanteriedienst. Zu den Marinekampfeinheiten in Bremerhaven gehörten die Marine-Schützenbataillone, die Marine-Alarm-Bataillone, die Marine-Infanterie und die Marine-Festungs-Bataillone.
Nach der bedingungslosen Kapitulation der Wehrmacht wurden die beiden Kasernen von den Amerikanern übernommen. Die Leher Kaserne ist Amtssitz vom Magistrat der Stadt Bremerhaven. In der Roter Sand-Kaserne lag die Fahrbereitschaft des Standorts Bremerhaven und das Marinestützpunktkommando mit Unterbringungsmöglichkeiten für Werftlieger.

## Kasernenanlagen
1934 bot Wesermündes Oberbürgermeister Walter Delius der Reichsmarine an, das Gelände von Joh. C. Tecklenborg zum Bau einer Kasernenanlage zu übernehmen. Von der Marinebauleitung als geeignet angesehen, wurde es baureif gemacht. Angeworbene Arbeitslose demontierten die Werftanlagen. Wochenlange Sprengungen waren nötig, die Fundamente der Helgen und Gebäude zu beseitigen. Wegen Hochwassers mussten die Arbeiten oft unterbrochen werden. Bis zu 1.200 heimische Handwerker errichteten die neuen Gebäude. Das unwegsame Baugelände machte eine Feldbahn nötig. Trotz aller Schwierigkeiten betrug die Bauzeit nur knapp ein Jahr. Anfang Oktober 1935 konnten die 2. Marineunteroffizier-Lehrabteilung (2. MLA) und die Marineschule Wesermünde (MSW) ihren Dienstbetrieb aufnehmen. Einfache Plastiken nach niedersächsischen Motiven von Johann Bremermann zierten die Gebäudefronten. Das erhaltene Verwaltungsgebäude der Tecklenborg-Werft – der „Graue Esel“ – diente der MSW als Stabs- und Schulgebäude. Im Lichthof hing ein Modell der Friedrich Wilhelm zu Pferde. An den Seiten der Halle waren Ehrenpreise und Pokale ausgestellt. In und an den Gebäuden waren Malereien von Karl Wilhelm Diefenbach und Kurt Schwerdtfeger. Die Wirtschaftsgebäude waren auf der Höhe der Zeit. Es gab Kartoffelschälmaschinen und Speisenaufzüge. Später nutzte die Bundesmarine die Gebäude als Marineortungsschule.

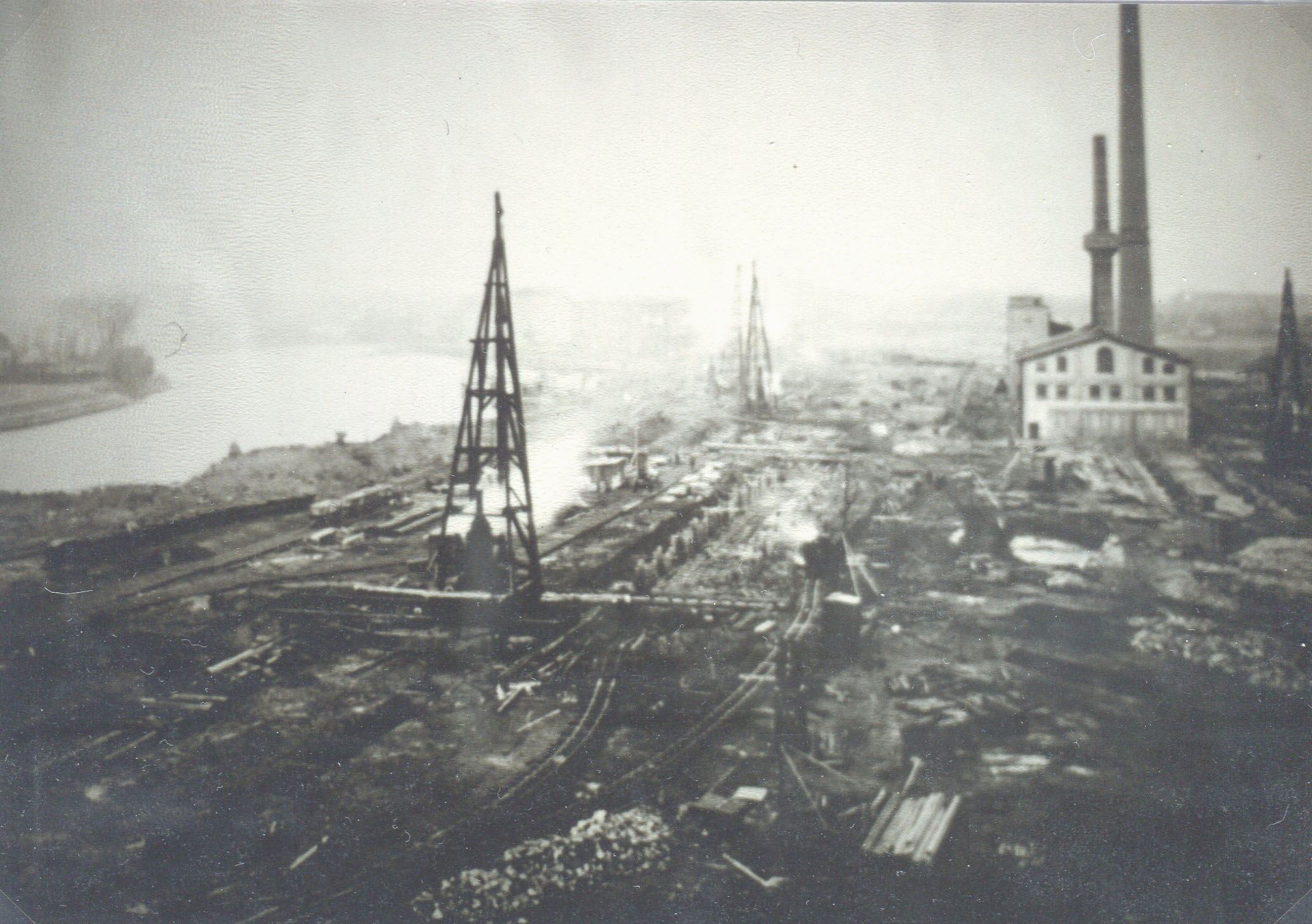
Baubeginn
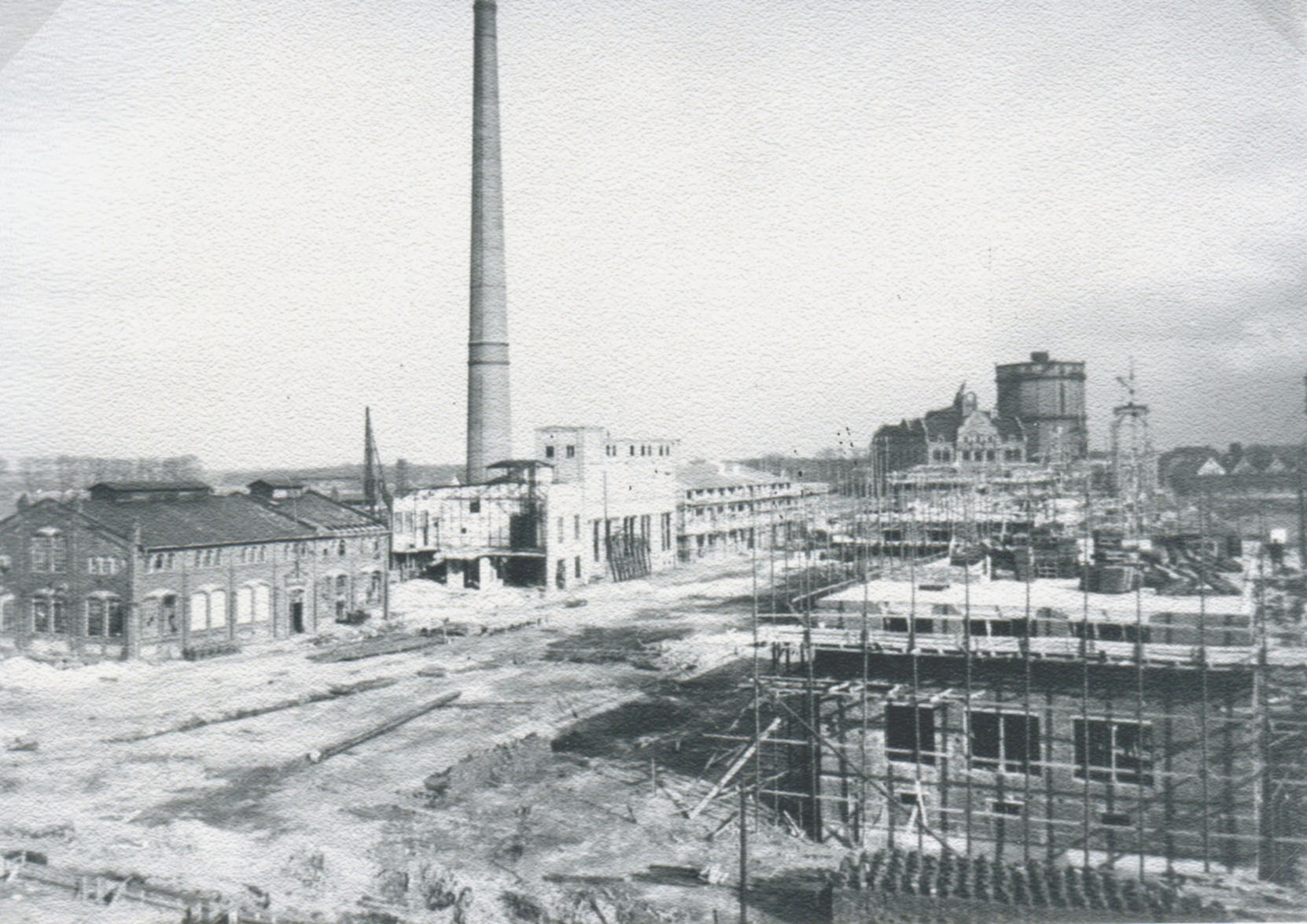
Fortgang
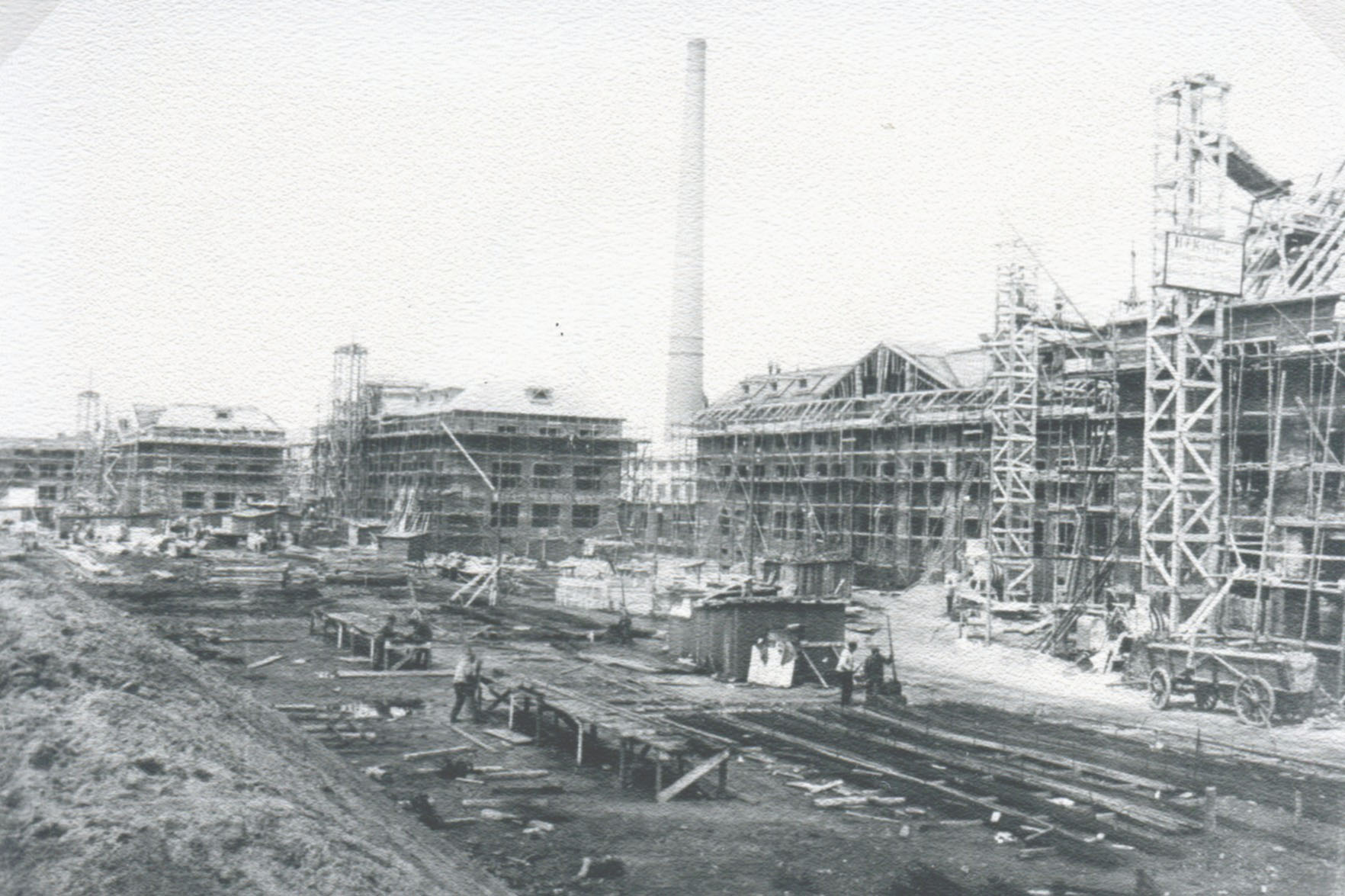
Rohbauten

### Marineschule Wesermünde (MSW)

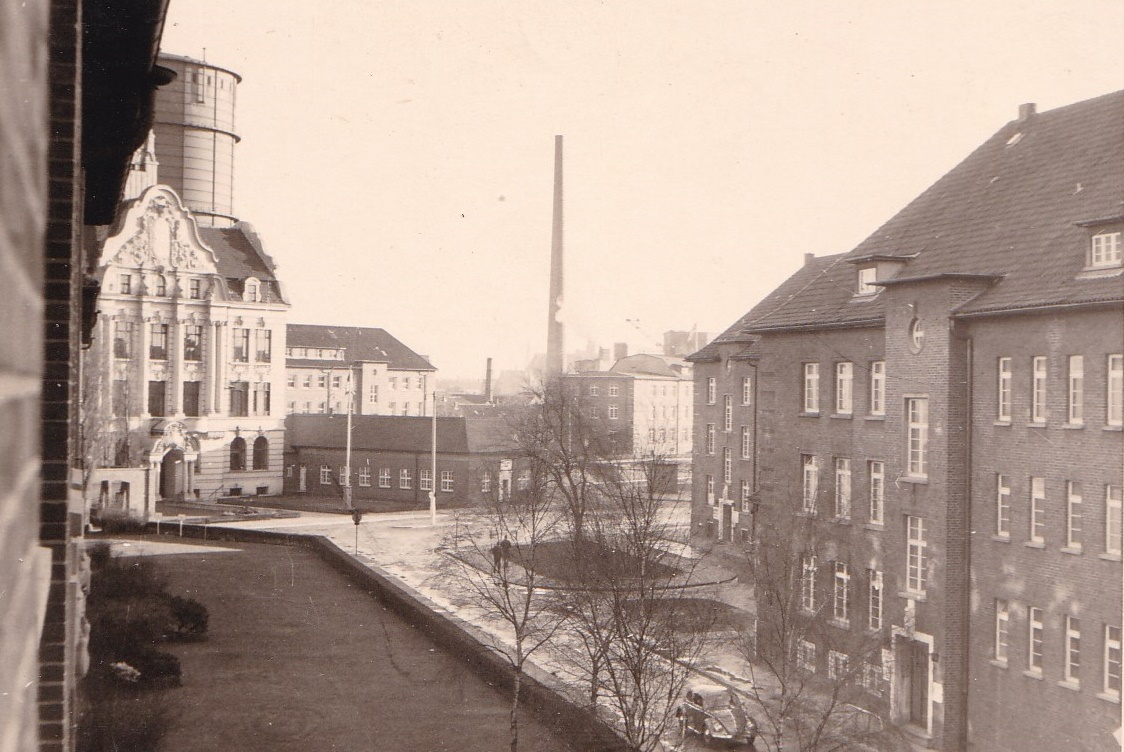
Marineschule Bremerhaven

Anders als die 2. MLA betrieb die MSW fachliche Ausbildung für Maschinenpersonal der Mannschaften, Unteroffiziere und Feldwebel. Lehrer waren Ingenieuroffiziere, Diplom-Ingenieure und Fachstudienräte. Den Absolventen stand auch eine zivile Laufbahn offen, weil die Zeugnisse auch in der Handelsmarine galten. Das Abschlusszeugnis des Maschinenmaatenlehrgangs entsprach dem Befähigungszeugnis C3 als Seemaschinist II, das des Obermaschinistenlehrgangs dem Befähigungszeugnis C4 als Seemaschinist I. Dem praktischen Unterricht dienten moderne Versuchsanlagen, ein Minensuchboot, ein Räumboot und verschiedene Motorboote. Der erste Kommandeur war Korvettenkapitän (Ing.) Paul-Willy Zieb. Ihm folgte am 3. Oktober 1936 Kapitän zur See (Ing.) Alfred Schirmer.
Unter der Aufsicht eines Traditionsoffiziers hatte die MSW das Andenken an das Maschinenpersonal wachzuhalten, das sich im Ersten Weltkrieg besonders ausgezeichnet hatte. So waren die Wohnblöcke nach Schiffen benannt. Ein 2 m langes Teakholzrelief der Breslau hing zwischen der Reichskriegsflagge und der Seekriegsflagge des Osmanischen Reiches.
Im Oktober 1939 – nach dem Überfall auf Polen – übernahm Konteradmiral (Ing.) Karl Kaufmann das Kommando über die MSW. Als die 2. MLA Anfang 1940 nach Wilhelmshaven verlegt und ihre Kaserne frei wurde, konnte die MSW neu gegliedert und die Ausbildung ganz auf die Forderungen der Flotte und der U-Bootwaffe ausgerichtet werden. 1942 wurden zwei Großbunker errichtet und Löschwasserteiche errichtet. Der Dienstbetrieb verlagerte sich immer mehr auf die Kriegsaufgaben. Fach- und Sonderlehrgänge wurden gekürzt. An die Stelle von Sport und Infanteriedienst traten Luftschutzdienst und Gefechtsausbildung. Der schwere Luftangriff auf Bremerhaven am 18. September 1944 bescherte nur vier Gebäuden der Marineschule größere Brandschäden. Durch die Räumung mehrerer Kasernenblocks konnten 12.000 ausgebombte Bremerhavener untergebracht werden. Die Küchen waren zehn Tage ununterbrochen in Betrieb. Anfang 1945 erreichte die Belegung der Kaserne mit 5.000 Soldaten ihren Höchststand. Alle für die Bordverwendung nicht mehr in Frage kommenden Soldaten wurden in Einsatzbataillonen zusammengefasst. Im April 1945 rückten die letzten Einheiten an die Kriegsfronten. Die Verluste dieser infanteristisch schlecht ausgebildeten Marinesoldaten waren sehr hoch.
Am 7. Mai 1945 übergab der Kommandeur Kapitän zur See (Ing.) Fischer die MSW einem Admiral der United States Navy. Zwei Kessel der Maschinenanlagen wurden erhalten und für die Eigenversorgung betrieben. Alle für diesen Betrieb nicht erforderlichen Lehranlagen wurden ausgebaut, verkauft oder verschrottet.
Die Feldhandballmannschaft der Marineschule wurde 1943 Meister der regionalen Gauliga und erreichte dadurch die Endrunde zur Deutschen Meisterschaft. In der ersten Runde schied die Mannschaft durch eine Niederlage gegen TuRa Gröpelingen aus. Auch 1944 qualifizierte sich die Mannschaft für die Deutsche Feldhandball-Meisterschaft, nach Siegen über die TuS Aurich und den THW Kiel schied der Verein in der Zwischenrunde nach einer deutlichen 3:17-Niederlage gegen den späteren Meister SG OrPo Berlin aus.
Die Fußballmannschaft der Marineschule stieg 1944 in die Gauliga Osthannover auf, absolvierte aber im Herbst 1944 nur noch zwei Spiele. Der Geestemünder SC wurde mit 6:4 geschlagen und gegen den LSV Stade unterlagen die Marineschüler mit 2:6.

#### Kommandeure
| Nr. | Dienstgrad              | Name               | Antritt           | Ausscheiden        |
| --- | ----------------------- | ------------------ | ----------------- | ------------------ |
| 1   | Korvettenkapitän (Ing.) | Paul-Willy Zieb    | 1. April 1935     | 30. September 1936 |
| 2   | Kapitän zur See (Ing.)  | Alfred Schirmer    | 7. Oktober 1936   | 23. November 1939  |
| 3   | Konteradmiral (Ing.)    | Karl Kaufmann      | 24. November 1939 | 26. August 1942    |
| 4   | Konteradmiral (Ing.)    | Wilhelm Tackenberg | 7. September 1942 | 30. November 1943  |
| 5   | Kapitän zur See (Ing.)  | Alexander Ewe      | Dezember 1943     | Januar 1944        |
| 6   | Kapitän zur See (Ing.)  | Wilhelm Fischer    | Januar 1944       | 7. Mai 1945        |

### 2. Marineunteroffizier-Lehrabteilung

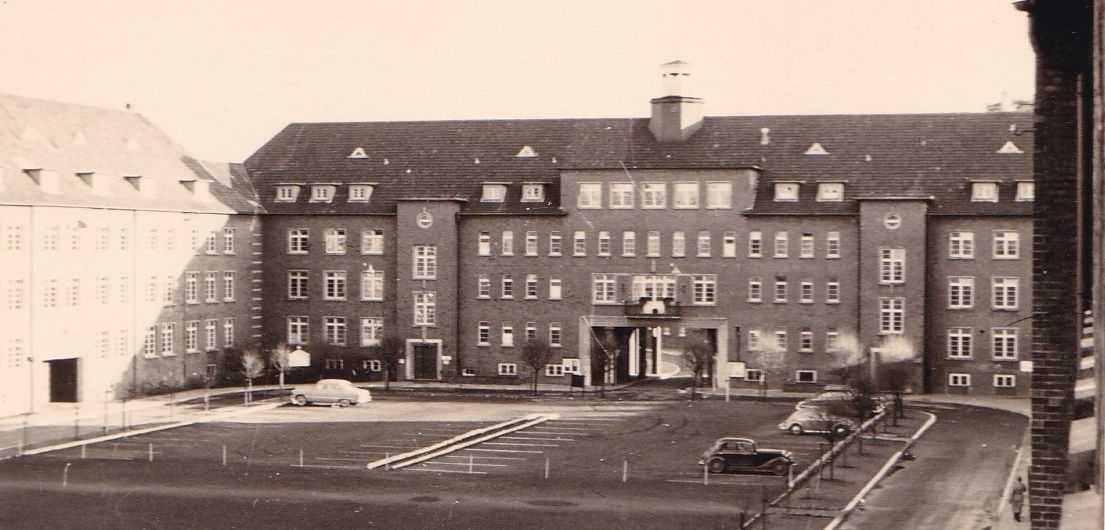
Stabsgebäude der 2. MLA

Die 2. MLA war für die allgemeine militärische Ausbildung von Unteroffizier- und Feldwebelanwärtern zuständig. Sie gab auch Lehrgänge für Reserveoffiziere und Reserveunteroffiziere. Bei den sechsmonatigen Lehrgängen für Feldwebelanwärter war zweimal in der Woche der Besuch der Fachschule einbezogen. Er baute auf den Kenntnissen der Volksschule auf und sollte die Soldaten frühzeitig auf den Zivilberuf vorbereiten. Die seemännische Ausbildung erfolgte ganzjährig im Fischereihafen und auf der Weser. Der Ausbildung im Formaldienst dienten der Exerzierplatz und eine einstöckige Exerzierhalle.
Turnen, Leichtathletik und Schwimmen wurden intensiv betrieben. Sportliche Höhepunkte waren die Marinemeisterschaften und das Deutsche Turnfest im Mai 1938 in Breslau. Die 2. MLA beteiligte sich an Aufmärschen zu Reichsparteitagen, an der Einweihung des Instituts für Seegeltung im Reichsbund Deutscher Seegeltung durch Erich Raeder im August 1937, beim Staatsbesuch von Miklós Horthy und bei der Eröffnung des Schiffshebewerks Rothensee am 30. Oktober 1938 in Gegenwart von Admiral Raeder. Als die Ems des Norddeutschen Lloyd zum Hilfskreuzer umgebaut wurde, durchlief ihre Schiffsbesatzung die militärische Ausbildung bei der 2. MLA. Anfang 1940 verlegte sie nach Wilhelmshaven. Ihre Gebäude wurden von der MSW übernommen.

### Marinelazarett

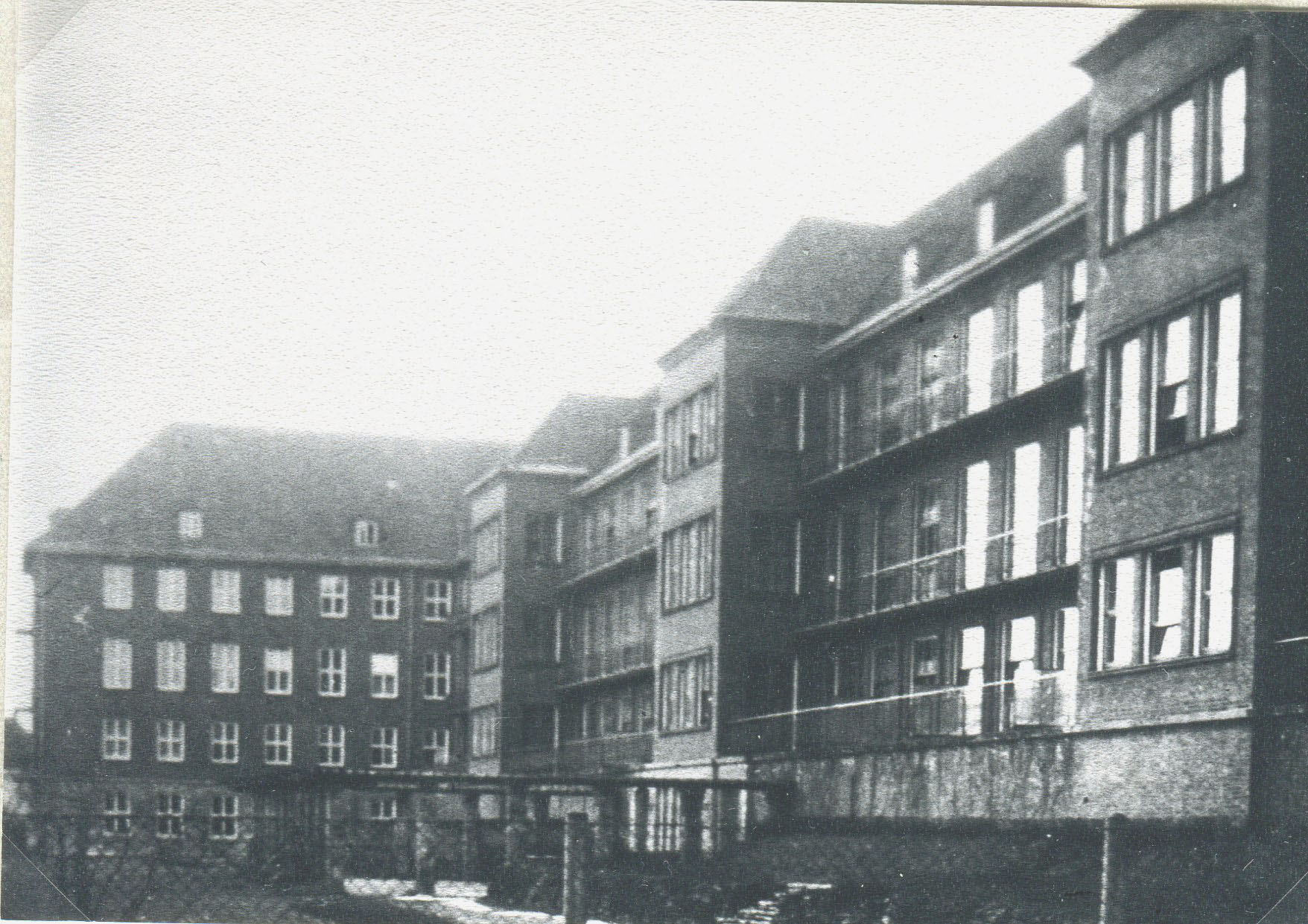
Marinelazarett in Lehe

Die Erweiterung der Kasernenanlagen und die Stationierung schwimmender Verbände verlangten den Bau eines Lazaretts. Die Abteilungen konnten ab April 1939 genutzt werden; Verpflegung und Verwaltung lagen aber zunächst bei der 10. Schiffstammabteilung in Lehe. Am 2. Oktober 1939 offiziell in Dienst gestellt, hatte das Lazarett 250 Betten mit fünf Fachabteilungen für Innere Medizin, Chirurgie, Haut- und Geschlechtskrankheiten, Augenheilkunde und Hals-Nasen-Ohren-Heilkunde. Nach dem Krieg nutzen die Amerikaner das Haus als Military Hospital.

## Flottenstützpunkt
Mit drei Kasernen war Bremerhaven/Wesermünde wieder eine wichtige Garnisonstadt geworden. Hinzu kam ein Flottenstützpunkt.

### 4. Zerstörerflottille

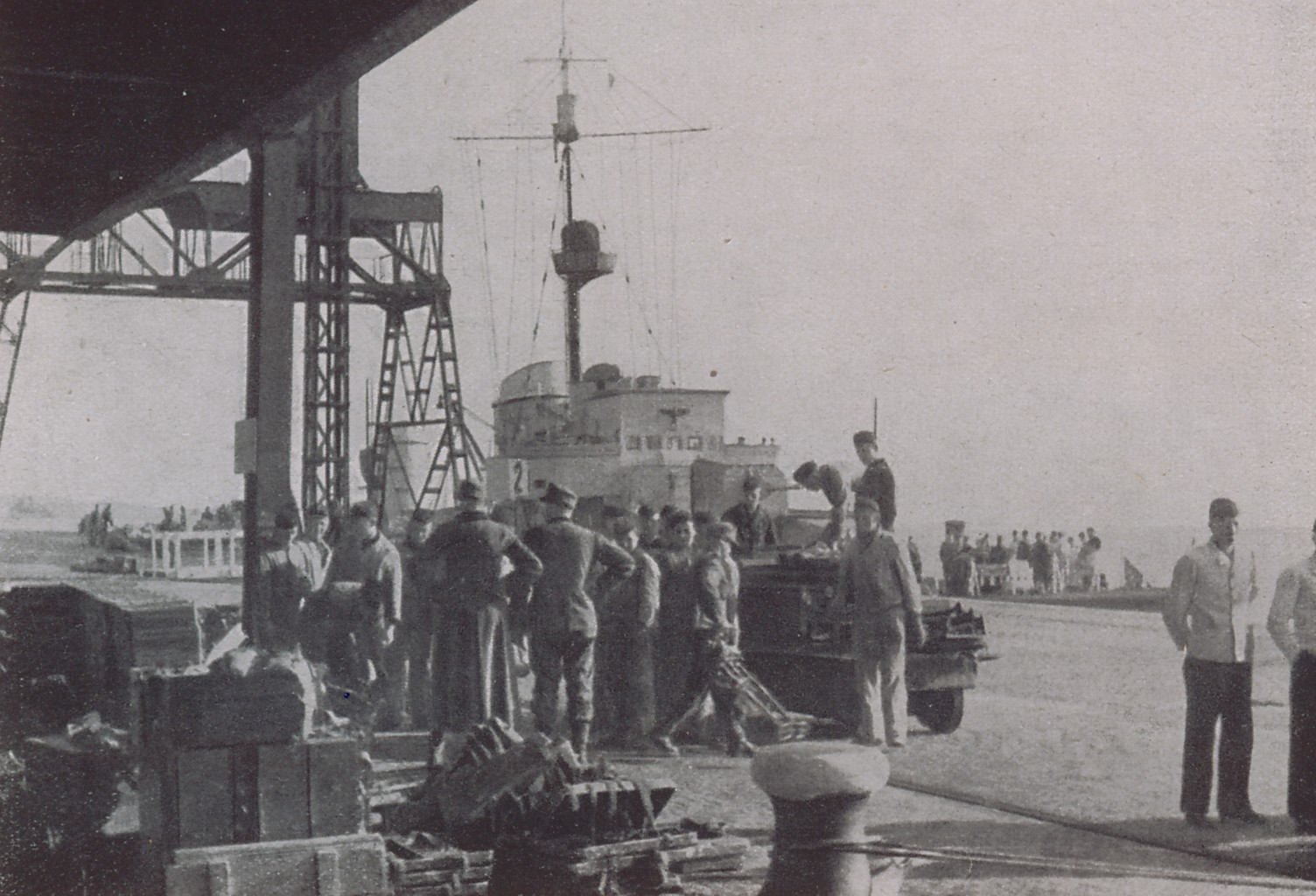
Zerstörer an der Columbuskaje vor dem Auslaufen nach Norwegen (6. April 1940)

Nach dem Inkrafttreten des neuen Flottenbauprogramms wurde auch mit dem Aufbau einer neuen Torpedo- und Zerstörerwaffe begonnen. Die Kiellegung der ersten Neubauten vom Typ 34 war im Oktober 1934. Ihnen folgte im Frühjahr 1935 der etwas leichtere Typ 34A.
- Z 8 Bruno Heinemann, gebaut bei der AG Weser (Deschimag) in Bremen, Schiffstaufe am 15. September 1937, als erstes Schiff der 6. Zerstörerdivision am 8. Januar 1938 in Dienst gestellt.
- Z 9 Wolfgang Zenker, gebaut auf der Kieler Germaniawerft, in Dienst gestellt am 2. Juli 1938, nach Gefecht vor Narvik selbst versenkt.[6]
- Z 10 Hans Lody, am 17. Oktober 1938 für die 6. Zerstörerdivision in Dienst gestellt, ab 1. November 1938 Führungsschiff der 8. Zerstörerdivision.[2][6]
- Z 11 Bernd von Arnim, am 6. Dezember 1938 als drittes und letztes Schiff der 6. Zerstörerdivision in Dienst gestellt, nach Gefecht vor Narvik selbst versenkt.[6]
- Z 12 Erich Giese, als Ersatz für Hans Lody bei der 6. Zerstörerdivision in Dienst gestellt am 4. März 1939, nach Gefecht vor Narvik selbst versenkt.[6]
- Z 13 Erich Koellner, am 28. August 1939 als letztes Schiff der Klasse in Dienst gestellt, im Gefecht vor Narvik gesunken.[6]

Mit den Neubauten stieg die Zahl der Zerstörerdivisionen. Die deshalb nötige Neugliederung der Zerstörerverbände trat am 1. November 1938 in Kraft und vereinigte zwei Divisionen zu einer Flottille. Aus der 6. und 8. Zerstörerdivision wurde die 4. Zerstörerflottille mit dem Heimathafen Bremerhaven/Wesermünde gebildet.

### Vorpostenflottillen

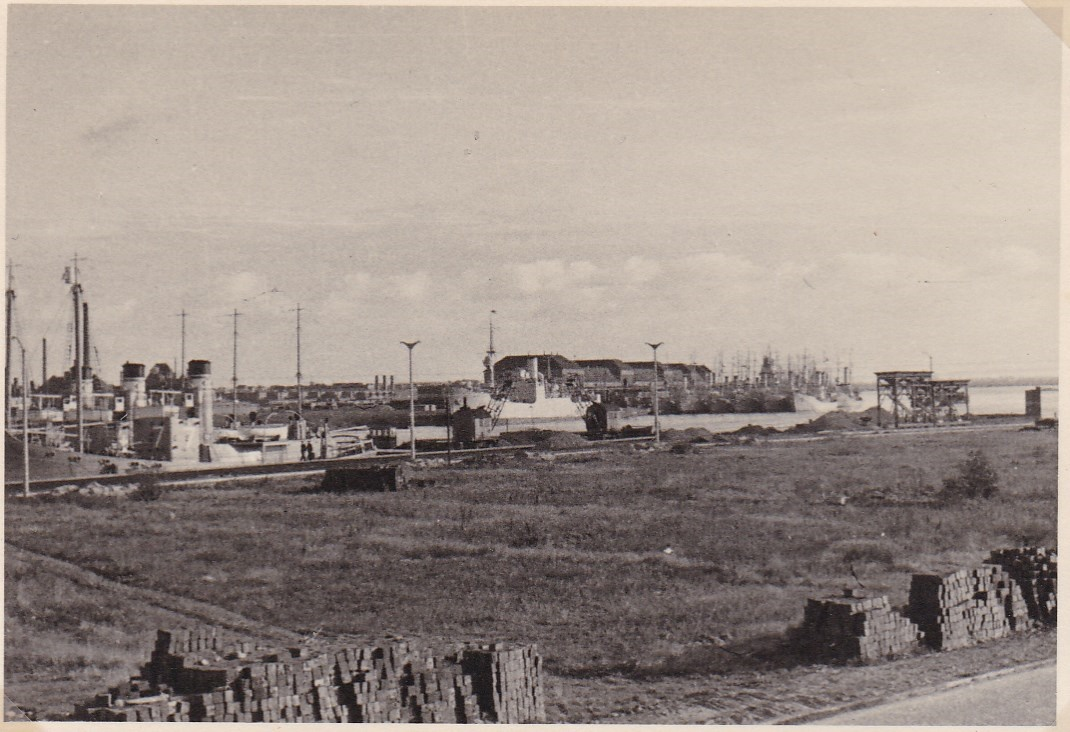
4. Vorpostenflottille im Fischereihafen

1937 wurden die ersten Fischdampfer zu Übungen in der Nordsee herangezogen und auf ihre Eignung als Vorpostenboote getestet. Im März desselben Jahres wurden fünf Fischdampfer einer Bremerhavener Reederei auf der Seebeck-Werft und der Unterweserwerft zu Vorpostenbooten umgebaut und in den Dienst der Marine gestellt. Sie sollten die Seekontrolle in der dem Deutschen Reich zugewiesenen Zone vor Spanien ausüben. In Bremerhaven und Wesermünde wurden im September 1939 fünf Vorpostenflottillen aufgestellt. Zu den zunächst acht Fischdampfern kamen laufend neue.

#### 2. Vorpostenflottille
Siehe 2. Vorpostenflottille

#### 4. Vorpostenflottille
Siehe 4. Vorpostenflottille

#### 8. Vorpostenflottille
Siehe 8. Vorpostenflottille

#### 10. Vorpostenflottille
Siehe 10. Vorpostenflottille

#### 12. Vorpostenflottille
Siehe 12. Vorpostenflottille

### 8. Sperrbrecherflottille
Ab 1944 nahm die Luftbedrohung in der Deutschen Bucht durch alliierte Flugzeugverbände ständig zu. Schiffe wurden mit Raketen und Bordwaffen angegriffen, so dass die Geleitrouten nur noch nachts befahren werden konnten und kleinere Schiffe zu Geleitzügen mit Sicherungsfahrzeugen zusammengefasst werden mussten. Das Vordringen der Alliierten an der Westfront machte es außerdem erforderlich, die in Vlaardingen stationierte 8. Sperrbrecherflottille unter Zurücklassung ihrer kleineren Fahrzeuge nach Wesermünde zu verlegen und der 5. Sicherungs-Division zu unterstellen. So fuhren nun in der Deutschen Bucht oft Sperrbrecher der 1. und 8. Flottille gemeinsam, z. B. Sperrbrecher 26 MOSTAND (8.) und Sperrbrecher 176 VALERIA (1.) am 29. August 1944. Bei Feuerschiff Elbe 1 wurde der von weiteren Kriegsschiffen begleitete Verband in der Abenddämmerung von etwa 30 Flugzeugen angegriffen. Die Sperrbrecher 176 und 26 sanken nach Torpedotreffern. Die immer stärker werdenden Luftangriffe machten es erforderlich, Ende 1944 weitere Sperrbrecher der 1. und 8. Flottille in die Ostsee zu verlegen und der 3. Sperrbrecherflottille zu unterstellen.

## U-Bootbau und Ausbildung
1939 begann auf den deutschen Werften ein reger Kriegsschiffbau. Der Schwerpunkt lag zunehmend bei den U-Booten. Seebeck bekam den Auftrag zum Bau der U-Boot-Klasse IX. Bis 1944 wurden 16 Boote fertiggestellt, als letztes U 806 vom Typ IX C/40 am 29. April 1944. Da sie mehr Tauch- als Unterseeboote waren und durch die Luft- und Ortungsüberlegenheit der Alliierten, die geringe Unterwassergeschwindigkeit und die kurze Tauchzeit starke Verluste hinnehmen mussten, wurde ein neuer U-Boottyp gesucht. Revolutionär war der Walter-Antrieb, mit dem dazu noch eine hohe Unterwassergeschwindigkeit erreicht werden konnte. Mit der außenluftunabhängigen Antriebsanlage und der Stromlinienform wären sie die ersten echten Unterseeboote gewesen; da der Antrieb aber noch nicht serienreif war und der U-Boot-Krieg immer höhere Verluste brachte, wurde ein Kompromiss geschlossen. Man füllte die großen Rumpfhüllen der neuen U-Boot-Klasse XXI mit einer großen Anzahl von Batterien und kam zu dem sog. Elektroboot.